# 麻井美李
麻井 美李（あさい みり、1984年11月19日 - ）は、三重県出身の日本のタレント。2009年にエーライツからウイントアーツへ移籍。さそり座。趣味はフィットネス、乗馬、ピアノ。旧姓名及び旧芸名は奥田 江美（おくだ えみ）。

## 出演作品

### 舞台
- LETTER シアターグリーン（2007年）
- Dream〜sunflower〜（2008年）

### CM
Web広告
- au 日立携帯電話（2007年）
- 東芝松下ディスプレイテクノロジー（後の東芝モバイルディスプレイ）（2007年）
- ユニリーバ（2007年）
- 日経パソコン イメージモデル（2007年）

スチル広告
- Panasonic「ideas for life」（2006年）

CF
- 日本マクドナルド「サラダマック」（2006年、引立てあう関係 篇）
- 三菱自動車「i」

カタログ
- WELLA2007ヘアカタログ（2007年）

### PV
- 島谷ひとみ「あなたといた時」
- DREAMS COME TRUE「大阪LOVER」

### 雑誌
- 東京1週間（2006年、アサヒ飲料タイアップページ）